# Сува (город)
Су́ва (яп. 諏訪市 Сува-си) — город в Японии, находящийся в префектуре Нагано. Площадь города составляет 109,06 км², население — 50 044 человека (1 августа 2014), плотность населения — 458,87 чел./км².

## Географическое положение
Город расположен на острове Хонсю в префектуре Нагано региона Тюбу. С ним граничат города Окая, Тино, Ина и посёлки Нагава, Симосува, Тацуно, Минова.

## Население
Население города составляет 50 044 человека (1 августа 2014), а плотность — 458,87 чел./км². Изменение численности населения с 1980 по 2005 годы:
| 1980 | 50 558 чел. |  |
| 1985 | 52 329 чел. |  |
| 1990 | 52 464 чел. |  |
| 1995 | 52 104 чел. |  |
| 2000 | 53 858 чел. |  |
| 2005 | 53 240 чел. |  |

## Символика
Деревом города считается бархат амурский, цветком — Iris ensata.